# 奥戈伏单抗
奥戈伏单抗（INN：Oregovomab；商品名OvaRex销售）是一种小鼠单克隆抗体，它与抗原CA125（一种碳水化合物抗原）结合。它被设计用于治疗卵巢癌。
该药物由AltaRex公司开发。